# Rhodomyrtus pervagata
Rhodomyrtus pervagata là một loài thực vật có hoa trong Họ Đào kim nương. Loài này được Guymer miêu tả khoa học đầu tiên năm 1991.